# Hochsauerlandkreis
Hochsauerlandkreis är ett distrikt i Nordrhein-Westfalen, Tyskland. Genom distriktet går motorvägen A46

Gemeinden i Hochsauerlandkreis

1. ↑  hämtat från: italienskspråkiga Wikipedia.[källa från Wikidata]
2. ↑  hämtat från: ryskspråkiga Wikipedia.[källa från Wikidata]
3. ↑  hämtat från: tyskspråkiga Wikipedia.[källa från Wikidata]